# Simulium uaense
Simulium uaense es una especie de insecto del género Simulium, familia Simuliidae, orden Diptera.

## Distribución
Se distribuye por las Islas Marquesas.

## Taxonomía
Fue descrita científicamente por Sechan, 1983.